# 촉법소년
촉법소년(觸法少年)은 범행 당시 형사책임연령인 만 14세가 되지 아니한 소년범으로, 대한민국 소년법에서는 "형벌 법령에 저촉되는 행위를 한 10세 이상 14세 미만인 소년"을 말한다.

## 보호처분
촉법소년은 범행 당시 형사책임 연령이 아니었던 소년(범행 당시 14세 미만의 소년)이므로 형사처벌을 할 수 없다. 대한민국 소년법은 그 중 범행 당시 만 10세 이상에 대해서는 가정법원의 처분에 따라 보호처분을 할 수 있도록 규정하고 있다.
촉법소년은 범죄의 구성요건해당성(構成要件該當性)과 위법성(違法性)이 있다는 점에서는 범죄소년과 같지만, 책임연령에 이르지 않아 형사 처벌을 받지 않는다는 점에서 다르다. 특히 소년법의 입법 취지와 조기에 발견된 소년의 비행에 대한 처우의 적정성 측면에서 보호처분이 이루어진다.
2000년대 이후 촉법소년의 중범죄가 뉴스화될 때마다 형사미성년자 연령을 낮추자는 여론이 들끓었지만, 여러 선진국의 입법례(특히, 한국 형법에 영향을 미친 독일과 일본)와 비교해 형사책임 연령이 높은 편이 아니기 때문에 실제 법률 개정까지 이어지지 않았다.

## 같이 보기
- 소년범
- 소년법
- 대한민국 형법 제9조: 형사책임 연령 규정